# アジドモルヒネ
アジドモルヒネ(Azidomorphine)は、モルヒネの7,8二重結合が飽和し、6-ヒドロキシ基がアジド基に置換したオピエートのアナログである。
アジドモルヒネは、μ-オピオイド受容体に高いアフィニティで結合し、in vivoでモルヒネの約40倍の強さを持つ。モルヒネと同様の鎮痛剤、鎮静剤、呼吸抑制等の作用を持つが、動物実験では、依存性はモルヒネより若干低いことが示されている。